# 李奇
李 奇（朝鮮語: 이기）は、朝鮮氏族の泰安李氏の始祖である。
中国唐出身である李昇南の子孫である。李奇は隴西出身であるが、高麗光宗時代に戦乱を避けるため高麗の泰安に亡命した。
李奇の7代子孫の李蕆は、泰安を領地に下賜され、泰安府院君に封ぜられた。